# Opiptacris uniformis
Opiptacris uniformis är en insektsart som beskrevs av Willemse, C. 1955. Opiptacris uniformis ingår i släktet Opiptacris och familjen gräshoppor.

## Underarter
Arten delas in i följande underarter:
- O. u. uniformis
- O. u. bicolor
- O. u. cephalica
- O. u. georgica
- O. u. striata
- O. u. tricolor